# Liste der Gouverneure von Shanxi
Dies ist die Liste der Gouverneure der chinesischen Provinz Shanxi.
| Name          | Amtszeit  |
| ------------- | --------- |
| Cheng Zihua   | 1949–1951 |
| Pei Lisheng   | 1950–1951 |
| Lai Ruoyu     | 1951–1952 |
| Pei Lisheng   | 1952–1956 |
| Wang Shiying  | 1956–1958 |
| Wei Heng      | 1958–1965 |
| Wang Qian     | 1965–1967 |
| Liu Geping    | 1967–1971 |
| Xie Zhenhua   | 1971–1975 |
| Wang Qian     | 1975–1979 |
| Luo Guibo     | 1979–1983 |
| Wang Senhao   | 1983–1992 |
| Hu Fuguo      | 1992–1993 |
| Sun Wensheng  | 1993–1999 |
| Liu Zhenhua   | 1999–2004 |
| Zhang Baoshun | 2004–2005 |
| Yu Youjun     | 2005–2007 |
| Meng Xuenong  | 2007–2008 |
| Wang Jun      | 2008–2012 |
| Li Xiaopeng   | 2012–2016 |
| Lou Yangsheng | 2016–2019 |
| Lin Wu        | 2019–     |